# 15 agosto
Il 15 agosto è il 227º giorno del calendario gregoriano (il 228º negli anni bisestili). Mancano 138 giorni alla fine dell'anno.

## Eventi
- 423 - Flavio Onorio, primo imperatore romano d'Occidente, muore a Ravenna all'età di 38 anni, pare a causa di un edema, senza aver designato un erede al trono
- 523 – Roma: inizio del pontificato di papa Giovanni I
- 778 – Battaglia di Roncisvalle: la retroguardia dell'esercito di Carlo Magno è attaccata e sconfitta a Roncisvalle dai Baschi; nello scontro restano uccisi tre dignitari dei Franchi: Anselmo, Eggiardo e Orlando, duca della Marca di Bretagna, le cui imprese saranno immortalate nella Chanson de Roland
- 927 – Distruzione di Taranto: i saraceni guidati dallo slavo Sabir distruggono la città di Taranto, deportando come schiavi in Africa tutti i sopravvissuti
- 982 – L'imperatore del Sacro Romano Impero, Ottone II viene sconfitto dai saraceni nella battaglia di Capo Colonna, in Calabria
- 1067 – Battaglia di Lumphanan: sconfitto e ucciso Macbeth, re di Scozia, da Malcom III alleato degli inglesi
- 1096 – Inizia ufficialmente la Prima crociata: il vescovo Ademaro di Monteil è capo spirituale della spedizione in Terra santa per la quale vengono inviate quattro armate
- 1097 – Prima crociata: i Crociati giungono a Nicea presso Iconium (oggi Konya in Turchia), dove sostano per una settimana prima di riprendere il viaggio verso Antiochia e la Terra Santa
- 1143 – Giovanni Comneno diventa imperatore bizantino alla morte del padre Alessio
- 1248 – Viene posta la prima pietra del Duomo di Colonia, sul luogo dove sorgeva la vecchia cattedrale, distrutta da un incendio il 30 aprile dello stesso anno; la costruzione verrà completata 632 anni dopo, nel 1880
- 1309 – I Cavalieri Ospitalieri, dopo due anni di assedio, conquistano l'isola di Rodi che scelgono come nuova patria dell'Ordine
- 1327 – I cittadini di Tver' si ribellano al giogo mongolo massacrando i soldati del contingente tataro che occupava la città
- 1328 – I Gonzaga prendono il potere nella città di Mantova
- 1430 – Francesco Sforza conquista Lucca
- 1461 – Cade l'Impero di Trebisonda (ultimo territorio di cultura bizantina, nato dalla frammentazione dell'Impero bizantino dopo la quarta crociata del 1204); dopo un mese di assedio l'ultimo ''imperatore'' Davide II si arrende a Maometto II
- 1483 – Roma, papa Sisto IV consacra la Cappella Sistina e la dedica all'Assunta
- 1501 – Federico d'Aragona concede alla "fedelissima" città di Ischia il diritto di proprietà sull'intero litorale dell'isola e su una fascia di mezzo miglio di mare
- 1517 – Primo legame europeo con la Cina: sette vascelli armati portoghesi, comandati da Fernao Pires de Andrade incontrano degli ufficiali cinesi sull'estuario del Fiume delle perle
- 1519 – Pedrarias Dávila fonda la città di Panama
- 1534
  - Fondazione della città di Guayaquil con il nome di "Muy Noble y Muy Leal Ciudad de Santiago de Guayaquil" da parte di Francisco de Orellana
  - Lo stesso giorno nella Chiesa di Montmartre a Parigi, Ignazio di Loyola, Francesco Saverio e Pietro Favre pronunciano i voti di povertà, di castità e di pellegrinaggio in Terra Santa: viene così fondata la Compagnia di Gesù, che «ebbe come padre Sant'Ignazio di Loyola e come madre Parigi», come si legge nella lapide ancora oggi apposta all'esterno di quella chiesa
- 1535 – Fondazione di Asunción (Paraguay) a opera di Juan de Salazar e Gonzalo de Mendoza
- 1549 – San Francesco Saverio, San Cosme de Torres (SJ), e fra' Giovanni Fernandez, arrivano a Kagoshima con l'intento di evangelizzare il Giappone
- 1769 – Nasce ad Ajaccio, in Corsica, Napoleone Bonaparte, primo imperatore dei Francesi
- 1799 – Si svolge la battaglia di Novi tra i francesi comandati dal generale Joubert (che morirà in principio di scontro) e gli austro-russi guidati dal feldmaresciallo russo Suvorov; la vittoria austro-russa determina la ritirata generale delle forze francesi presenti in Italia
- 1801 – Napoleone I firma un concordato con la Chiesa cattolica nel quale si afferma che «la religione cattolica, apostolica e romana è la religione della maggioranza dei francesi»; ll concordato resterà in vigore fino al 1905
- 1805 – Simón Bolívar si trova a sostare nella zona di Monte Sacro a Roma: qui ascolta commosso il racconto della tragica vicenda dei Tribuni della Plebe e pronuncia il solenne giuramento di consacrare la propria vita alla conquista della libertà per i Paesi dell'America meridionale oppressi dal dominio spagnolo
- 1806 – Grazie a Napoleone Bonaparte il Liechtenstein ottiene la propria sovranità
- 1812
  - Nella Plaza Mayor di Madrid viene solennemente proclamata la Costituzione spagnola, promulgata a Cadice il 19 marzo
  - Entra in uso la prima bandiera nazionale del Paraguay dai colori ispirati al tricolore francese: farà da modello alla bandiera attuale, adottata nel 1842
- 1832 – Papa Gregorio XVI pubblica la lettera enciclica Mirari Vos, sulla condanna delle tendenze novatrici all'interno della Chiesa, delle richieste di abolizione del celibato del clero, delle richieste di divorzio, dell'indifferentismo, della libertà di coscienza, della libertà di stampa, della libertà politica come ribellione contro i principi
- 1848 — Prima Guerra d’Indipendenza: Garibaldi e 900 volontari italiani sconfiggono 500 soldati austriaci a Luino
- 1863 – In Italia viene promulgata la legge Pica, volta a contrastare il brigantaggio postunitario italiano
- 1867 – Italia: il governo italiano legifera la soppressione degli enti ecclesiastici e la liquidazione dei loro beni
- 1877 – Thomas Edison effettua la prima registrazione sonora con il brano Mary Had a Little Lamb
- 1914
  - Il canale di Panama apre al traffico con il passaggio della nave da carico statunitense Ancon
  - Prima guerra mondiale: la Prima Armata Russa comandata dal generale Paul von Rennenkampf penetra nella Prussia Orientale
  - Prima guerra mondiale: esce il n.16 di Lacerba a partire dal quale la rivista futurista assume ufficialmente una linea di interventismo rispetto alla guerra
- 1940 – Seconda guerra mondiale: il vecchio incrociatore posamine greco Elli viene affondato dal sommergibile italiano Delfino; il siluramento fu ordinato dal generale Cesare De Vecchi
- 1943 – Seconda guerra mondiale: il feldmaresciallo Erwin Rommel è nominato comandante delle truppe tedesche in Italia
- 1944
  - Seconda guerra mondiale: forze alleate sbarcano in Provenza, nel sud della Francia (Operazione Dragoon)
  - Seconda guerra mondiale: a Bovegno (BS) i nazifascisti passano per le armi 14 persone
- 1945
  - Seconda guerra mondiale: l'imperatore Hirohito annuncia la resa incondizionata dell'Impero giapponese
  - Seconda guerra mondiale: la Corea viene liberata dopo che il governo dell'Impero giapponese ha accettato i termini di resa dettati dagli Alleati
- 1946 – Esce nelle sale cinematografiche statunitensi il film Musica maestro, 8º Classico Disney
- 1947 – L'India e il Pakistan, pur rimanendo associati al Commonwealth, dichiarano l'indipendenza, solennemente proclamata in due cerimonie svoltesi a Nuova Delhi e a Karachi con le quali ha ufficialmente termine il dominio britannico su quelle nazioni e nascono la Repubblica islamica del Pakistan e l'Unione Indiana
- 1948 – La Repubblica di Corea viene stabilita a sud del 38º parallelo nord
- 1949 – Il CDU emerge come il partito più forte nelle prime elezioni democratiche dopo la caduta del nazismo per l'elezione del Bundestag della Germania Federale Tedesca
- 1954 – Alfredo Stroessner Matiauda prende il potere in Paraguay sostituendosi a Tomás Romero Pereira; resterà presidente e dittatore del paese fino al 3 febbraio 1989
- 1960
  - La Repubblica del Congo (Brazzaville) dichiara l'indipendenza dalla Francia
  - Dopo 82 anni di dominio britannico l'isola di Cipro si proclama indipendente
- 1961 – Guerra fredda: l'esercito della Repubblica Democratica Tedesca inizia la costruzione del Muro di Berlino
- 1968
  - A Città del Messico 40.000 manifestanti protestano contro la repressione in atto nel Paese
  - Il capo di Stato della Romania, Nicolae Ceaușescu, si reca in visita a Praga manifestando il proprio sostegno al Nuovo corso; nell'occasione viene rinnovato il trattato di cooperazione tra i due Paesi
- 1969 – Primo giorno del Festival di Woodstock che riunirà 400.000 spettatori
- 1971
  - Il presidente statunitense Richard Nixon pone fine alla convertibilità del dollaro statunitense con l'oro (cancellando gli effetti degli accordi sanciti alla Conferenza di Bretton Woods nel 1944)
  - Il Bahrein conquista l'indipendenza dal dominio britannico
- 1973 – Cessano i bombardamenti statunitensi sulla Cambogia
- 1974 – Yook Young-soo, first lady della Corea del Sud, viene assassinata nel corso di un tentativo di uccisione del presidente sudcoreano Park Chung-hee, da parte di una spia nordcoreana, durante la cerimonia dell'anniversario del giorno della liberazione
- 1975 – Colpo di Stato militare in Bangladesh, il primo ministro Sheikh Mujibur Rahman viene ucciso
- 1977
  - Herbert Kappler, criminale di guerra nazista, fugge dall'ospedale militare del Celio a Roma dove si trova ricoverato
  - Il radiotelescopio Big Ear, dell'Ohio State University, riceve dallo spazio un forte segnale che sembra potersi collegare a un'intelligenza extraterrestre: il segnale è denominato Segnale Wow!, in riferimento al commento scritto lasciato dal tecnico in servizio; l'episodio è rimasto senza seguito
- 1988 – Papa Giovanni Paolo II pubblica la lettera apostolica Mulieris Dignitatem sulla dignità e vocazione della donna in occasione dell'Anno mariano
- 1989 – Papa Giovanni Paolo II pubblica l'esortazione apostolica Redemptoris Custos su figura e missione di San Giuseppe nella vita di Cristo e della Chiesa
- 1993
  - Paraguay: Juan Carlos Wasmosy diviene presidente della repubblica succedendo a Andrés Rodríguez Pedotti
  - Il CERGA scopre l'asteroide 100122 Alpes Maritimes
- 1994 – Ilich Ramírez Sánchez, il terrorista noto come "Carlos", viene catturato
- 1997
  - Viene annunciato da Miguel de Icaza e Federico Mena lo sviluppo di GNOME, un desktop environment completamente libero
  - Papa Giovanni Paolo II con la lettera apostolica Laetamur Magnopere promulga il nuovo Catechismo della Chiesa Cattolica
- 1998
  - Una bomba della Real IRA a Omagh in Irlanda del Nord causa 29 morti
  - Paraguay: Raúl Cubas Grau diviene presidente della Repubblica succedendo a Juan Carlos Wasmosy
- 2001 – Alla luce delle annunciate proteste anti-globalizzazione e nel timore di violenze come quelle di Genova, la Banca Mondiale e il Fondo Monetario Internazionale abbreviano le riunioni autunnali del 2001 a Washington
- 2003 – Paraguay: Nicanor Duarte Frutos viene eletto presidente della Repubblica succedendo a Luis Ángel González Macchi
- 2004 – Venezuela: gli elettori venezuelani tramite referendum respingono la proposta di revoca del mandato del presidente Hugo Chávez, il risultato vede il 59,2% dei contrari alla revoca affermarsi sul 40,74% dei favorevoli
- 2005
  - Accordo di pace tra Indonesia e ribelli di Aceh
  - Sgombero dei coloni israeliani dalla Striscia di Gaza
- 2007 – Una fortissima scossa di terremoto colpisce il centro sud del Perù, causando decine di morti e lasciando senza tetto migliaia di persone specialmente nelle città di Pisco, Ica e Chincha
- 2009
  - Il passaggio del tifone Morakot sull'isola di Taiwan provoca centinaia di vittime
  - I sette comuni di Casteldelci, Maiolo, Talamello, San Leo, Pennabilli, Sant'Agata Feltria e Novafeltria passano dalla regione Marche (provincia di Pesaro-Urbino) alla regione Emilia-Romagna (Provincia di Rimini) in seguito ad un referendum in materia: è la prima volta che ciò accade in Italia
- 2011 – Google acquista Motorola per 12,5 miliardi di dollari
- 2013 – Lo Smithsonian Institution annuncia la scoperta del Bassaricyon neblina, la prima nuova specie carnivora scoperta in America da 35 anni
- 2021 – I Talebani conquistano Kabul, capitale dell'Afghanistan, a seguito del ritiro delle truppe statunitensi dal territorio afghano.[1]

## Nati
Ci sono circa 1 210 voci su persone nate il 15 agosto; vedi la pagina Nati il 15 agosto per un elenco descrittivo o la categoria Nati il 15 agosto per un indice alfabetico.

## Morti
Ci sono circa 510 voci su persone morte il 15 agosto; vedi la pagina Morti il 15 agosto per un elenco descrittivo o la categoria Morti il 15 agosto per un indice alfabetico.

## Feste e ricorrenze

### Nazionali

#### Ferragosto
Il 15 agosto è in Italia noto come Ferragosto, dal nome della festa romana Feriae Augusti istituita nell'8 a.C. per la celebrazione delle ferie in onore dell'imperatore Augusto; anticamente cadeva il 1º agosto e la collocazione attuale è dovuta alla volontà della Chiesa cattolica di farla coincidere con la solennità di Santa Maria Assunta.
Altri
- Repubblica del Congo – Giorno dell'indipendenza (15 agosto 1960)
- Corea – Giorno della liberazione
- India – Giorno dell'indipendenza
- Liechtenstein – Festa nazionale
- Taiwan - Giorno della restituzione
- Giorno festivo in: Austria, Belgio, Camerun, Cipro, Costa d'Avorio, Croazia, Francia, Grecia, Italia, Malta, Polonia, Portogallo, Slovenia, Spagna, Svizzera.

### Religiose
Cristianesimo:
- Santa Maria Assunta
- Dormizione di Maria, la madre di Gesù
- Nostra Signora di Madhu
- Sant'Alfredo di Hildesheim (o Altfrido), vescovo
- Sant'Alipio di Tagaste, vescovo
- Sant'Arduino di Rimini, sacerdote ed eremita
- San David Roldán Lara, martire messicano
- Sant'Emanuele Morales, martire messicano
- San Giacinto Odrovaz, apostolo della Polonia
- Santa Gioconda di Roma, vergine e martire
- San Luis Batis Sainz, martire messicano
- San Napoleone martire
- San Salvador Lara Puente, martire messicano
- San Simpliciano, arcivescovo
- Santo Stanislao Kostka, novizio gesuita
- Santi Stratone, Filippo ed Eutichiano, martiri
- San Tarcisio, martire
- Beato Aimone Taparelli, sacerdote domenicano
- Beato Alberto da Sarteano
- Beato Carmelo Sastre Sastre, sacerdote e martire
- Beato Fra' Claudio Granzotto, francescano
- Beato Domenico Maria da Alboraya (Agostino Hurtado Soler), sacerdote e martire
- Beate Elisabetta e Maria del Paradiso, vergini mercedarie
- Beato Ferdinando de Pazos, mercedario
- Beato Giacomo Bonet Nadal, sacerdote salesiano e martire
- Beato Giovanni da Siviglia, cardinale
- Beata Giuliana Puricelli, badessa
- Beato Giuseppe Maria Peris Polo, sacerdote e martire
- Beato Isidoro Bakanja
- Beato Juan Mesonero Huerta, sacerdote e martire
- Beati Luigi Masferrer Vila e 19 compagni, martiri clarettiani
- Beata Maria Sagrario di San Luigi Moragas Cantarero, carmelitana scalza, martire
- Beato Vicente Soler, agostiniano recolletto, martire

### Laiche
- Cappelle sul Tavo, Palio delle Pupe;
- Carapelle Calvisio, Festa dell'emigrante;
- Castelli, (in provincia di Teramo), patria della ceramica, si celebra un gioco antichissimo che consiste nel lanciare il più lontano possibile piatti di ceramica dal belvedere del paese;
- Fossacesia, Sagra della Marrocca;
- San Demetrio ne' Vestini, Sagra del Pane;
- Ferragosto, Mezz'estate
- Riferimenti storici in: Le feste medicee del ferragosto. Scene della vita municipale toscana nel secolo 17º, opuscolo a stampa del secolo XIX;

## Calendario romano
Secondo il calendario romano il giorno 15 di agosto era denominato: "ante diem duodevicesimum Kalendas Septembres". Si trattava di un "Dies comitialis", di un giorno, cioè, nel quale si potevano tenere le assemblee pubbliche, dette "Comizi".

## "15 agosto" nei Proverbi
- Ferragosto, moglie mia non ti conosco.

## "15 agosto" nella letteratura
- Ueda Akinari, Racconti di pioggia e di luna, a cura di Maria Teresa Orsi, Venezia, Marsilio, 1988 e successive edizioni, (Titolo originale: Ugetsu monogatari 雨月物語) dove la locuzione "Pioggia e luna" usata dall'autore si riferisce alla particolare bellezza della luna nella notte del 15 di agosto, come asserito da una tradizione diffusa in oriente.